# ゴロンタ劇場
ゴロンタ劇場（ごろんたげきじょう）はNHK総合テレビジョンの幼児向け番組『おかあさんといっしょ』で1976年（昭和51年）4月5日から1979年（昭和54年）3月まで放送されたコーナー。

## 概要
『おかあさんといっしょ』における着ぐるみ人形劇コーナーの6作目にあたる。
本作開始と同時に『おかあさんといっしょ』の番組構成が大幅に変更され、前作『うごけぼくのえ』までの特定の曜日のみに放送する形式からほぼ毎日（月曜 - 木曜）放送する形式に変更され、初めて着ぐるみキャラクターがスタジオの子供たちと直接交流するようになった。そのため本作は、水曜・木曜に放送された最初の作品になる。さらに翌1977年（昭和52年）10月からは、着ぐるみキャラクターも参加するエンディングテーマも導入され、後者は「その人形劇のために作られたエンディングテーマ」として、第11作『モノランモノラン』の「あしたてんきにな〜れ！」まで34年間、途切れなかった。
本作品では別撮りのものを放送時に組み込む形ではなく、スタジオ内にセットを設け、スタジオに来た子供たちの目の前で物語が展開する形式を採っていた。この方式は、次作『ブンブンたいむ』の2年目まで5年間続いた。
第3作『とんちんこぼうず』以来7年ぶりにメインキャラクターが全員男の子、前々作『とんでけブッチー』以来5年ぶりに兄弟が登場する作品で、前者は『ブンブンたいむ』まで続く。また、ゴロンタは歴代人形劇で初めて「男性声優が声を当てた主人公」となった。さらに、現時点ではタイトルに漢字が入っている唯一の作品になっている。
原作・脚本担当の山元護久は、本作放送中の1978年（昭和53年）4月22日、本番組の打ち合わせ終了後に急逝。1978年秋の放送分までは過去の作品の中から好評だったものを再演していたが、その後は4人の構成作家が執筆した。山元の死後も児童からの人気は高かったが、制作サイドからは「ゴロンタは山元の幼児体験が生んだものであり、このまま続けても以前のゴロンタとは異なるものになってしまう」という意見があり、1979年（昭和54年）3月で放送を終了した。そのため、放送期間が3年以内の作品で、早期に終了した理由が唯一明確になっている（作者死亡による絶筆）と同時に、未完である。

## 歴史
- 1976年（昭和51年）、子供たちと触れ合う「ゴロンタ・トムトム・チャムチャムと遊ぶ」という名で始まった。
- 1977年から、「ゴロンタ劇場」に発展。

## 登場人物
着ぐるみは瞳が上下に動く構造になっている。
ゴロンタ
声 - 大塚周夫
虎の男の子の着ぐるみキャラクター。性格は乱暴だが、寂しがり屋。一人称は「俺様」で、立ち居地は中央。
トムトム
声 - 菅谷政子
チャムチャム
声 - 北川智絵
双子の熊の着ぐるみキャラクター。ピンク色シャツを着ているのがトムトム、黄色いシャツ着ていて目が半開きなのがチャムチャムで、シャツにはそれぞれの名前が書いてある。立ち位置はトムトムが右で、チャムチャムが左。2人とも一人称は「僕」。

## 共演者
水木一郎は本作放送開始と同時に番組に加入すると同時にすべてのおにいさん・おねえさんが隔週で交代するスタイルをとった。
- 3年間の放送期間の内、メンバー変更は1977年の1度のみで、1977年度からの2年間は同一のメンバー構成で固定されていた。
- 末期の1978年は輪島直幸がナビゲーターのポジションになり、交代するスタイルをやめ、おにいさん・おねえさん全員が毎週出演した。
- 輪島直幸 (6代目たいそうのおにいさん〈隔週〉 → ナビゲーター〈毎週〉。1976年4月5日 - 1979年3月。)
- 田中星児 (初代うたのおにいさん〈隔週〉。1976年4月5日 - 1977年3月8日。)
- 松熊由紀 (11代目うたのおねえさん〈隔週 → 毎週〉。1976年4月5日 - 1979年3月。)
- 斎藤伸子 (11代目うたのおねえさん〈隔週 → 毎週〉。1976年4月5日 - 1979年3月。)
- 瀬戸口清文 (8代目たいそうのおにいさん〈隔週 → 毎週〉。1976年4月5日 - 1979年3月)
- 水木一郎 (2代目うたのおにいさん〈隔週 → 毎週〉。1976年4月11日 - 1979年3月)
- たいらいさお (3代目うたのおにいさん（隔週 → 毎週〉。1977年4月12日 - 1979年3月。)

## ゴロンタ音頭
作詞・山元護久 / 作曲・越部信義 / 歌・水木一郎、斉藤伸子、ゴロンタ
『おかあさんといっしょ』の当時のエンディングテーマとして使用されていた。『あんからもんからフライパン』のかけ声とともに、両腕を上、中、下の3つのポーズのいずれかを取り、ゴロンタと違うポーズなら勝ち、同じポーズなら負けという勝負のコーナーがあった。LPではエンディング「ゴロンタ音頭」の1番と2番の間の間奏に、ゴロンタの台詞でルールの説明と掛け声が収録されている。この勝負とルールは後続の「ブンブンたいむ」にも引き継がれた。

## ファミリーコンサート
| 公演   | タイトル                     | 出演者（一部を除く） |
| ------ | ---------------------------- | --- |
| 1989年 | キャラクター・オン・ステージ | 坂田おさむ、神崎ゆう子、馮智英、天野勝弘 じゃじゃまる、ぴっころ、ぽろり ゴロンタ、トムトム、チャムチャム ブンブン、つね吉、ごじゃえもん                                                   |
| 1990年 | げんき♥元気                  | 古今亭志ん輔、坂田おさむ、神崎ゆう子、馮智英、天野勝弘 じゃじゃまる、ぴっころ、ぽろり 林アキラ、森みゆき ゴロンタ、トムトム、チャムチャム ブンブン、つね吉、ごじゃえもん ブー、フー、ウー |

## スタッフ
- 作 - 山元護久、三枝睦明
- 構成 - 鈴木悦夫
- 人形操演 - 加藤也寸生、岡村京子、酒井陽子
- 人形制作 - 川本喜八郎、岡部久義、上田順一
- 音楽 - 越部信義
- 音楽制作 - 東京室内楽協会
- 振付 - 坂上道之助
- 製作著作 - NHK